# Charles de Bryas
Pour les autres membres de la famille, voir Famille de Bryas.
Charles-Raymond-Alphonse, marquis de Bryas, né le 16 février 1785 à Hesdin et mort le 5 octobre 1866 à Paris 17e, est un homme politique, agronome et militaire français. Il fut maire de Bordeaux et député sous la monarchie de Juillet.

## Biographie
Charles est le fils de Charles Eugène Bernard de Bryas, mestre de camp de cavalerie, et de Marie Louise Silvie de Bérenger. Il entra au service militaire comme engagé volontaire dans le 23e régiment de chasseurs à cheval, en 1802, fut promu, le 29 janvier 1808, au grade de sous-lieutenant dans le 17e régiment de dragons, passa, l'année suivante, au 11e régiment, puis fut réformé le 11 juin 1810, par suite de maladie. 
Il fut nommé membre du conseil municipal de Bordeaux alors dirigé par le maire Victor du Hamel ainsi que du conseil d'arrondissement, et du conseil général de la Gironde en 1828. Mais en juin 1830, son attitude nettement hostile au gouvernement le fit révoquer, par ordonnance royale, de ses fonctions de conseiller général et de conseiller municipal.
Devenu membre de la commission municipale et bientôt maire de Bordeaux, il fut également réintégré par Louis-Philippe, le 10 août 1830, dans les fonctions de conseiller général. 
Le 10 avril 1831, le marquis de Bryas fut élu député de la Gironde au collège de département ; puis il fut réélu, le 5 juillet de la même année, par le 2e collège (Bordeaux). Il avait également été renommé, a une forte majorité, conseiller municipal de Bordeaux ; mais ayant voté à la Chambre, avec l'opposition, contre le ministère Casimir Périer, il se vit destitué comme maire. Bryas reparut à la Chambre, le 21 octobre 1835, comme l'élu du 5e collège (Bazas). Il continua de voter le plus souvent avec l'opposition, et fit partie d'un grand nombre de commissions parlementaires, notamment de celle des douanes. 
En 1837, il se retira à la campagne, ou il s'occupa d'agriculture, s'appliquant surtout à répandre en France le système des drainages; puis il publia divers ouvrages techniques : Études pratiques sur l'art de dessécher ; Études d'agronomie pratique, etc. Le Second Empire le fit, à la suite de l'Exposition universelle de 1855, officier de la Légion d'honneur. Lors de la guerre d'Italie, en 1859, il voulut suivre l'armée française pour soigner les blessés et organiser des hôpitaux.
Gendre du marquis de Lavie, il est le père d'Eugène de Bryas.

### Sources
- « Charles de Bryas », dans Adolphe Robert et Gaston Cougny, Dictionnaire des parlementaires français, Edgar Bourloton, 1889-1891 [détail de l’édition]